# National Disaster Risk Reduction and Management Authority
Die National Disaster Risk Reduction and Management Authority (NDRRMA, deutsch „Nationale Behörde für Katastrophenrisikominderung und -management“) ist die zentrale Katastrophenschutz- und managementbehörde Nepals. Sie wurde mit der Ernennung des behördenleiters am 15. Dezember 2019 gegründet. Ihr Hauptsitz befindet sich in Singh Durbar in Kathmandu. Die NDRRMA untersteht dem Ministry of Home Affairs. Leiter der Behörde ist Anil Pokhrel.